# Kolešovice
Obec Kolešovice (německy Koleschowitz) se nachází v okrese Rakovník, kraj Středočeský, necelých 10 km severozápadně od Rakovníka. Žije zde 833 obyvatel.

## Historie

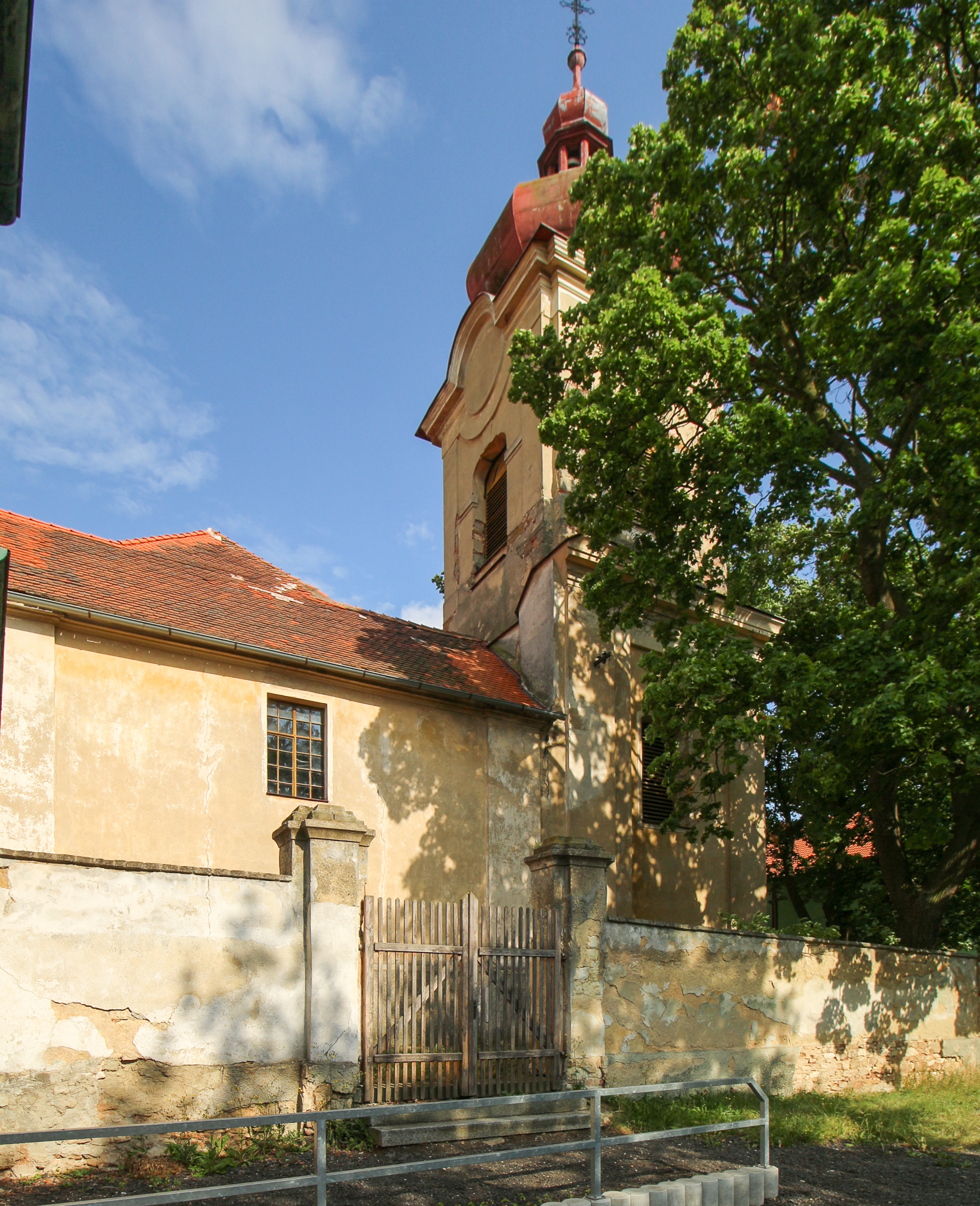
Kostel svatých Petra a Pavla

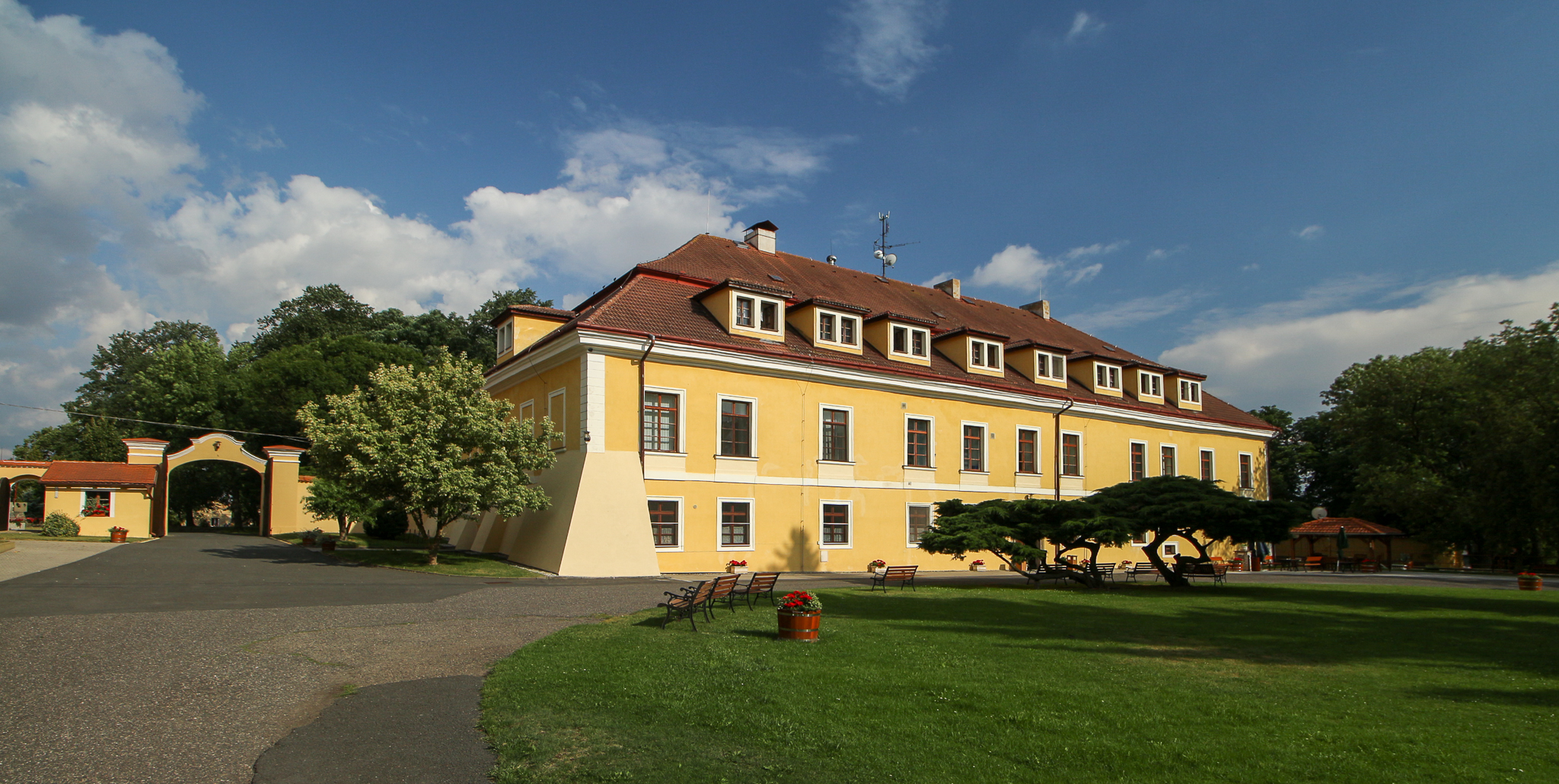
Kolešovický zámek

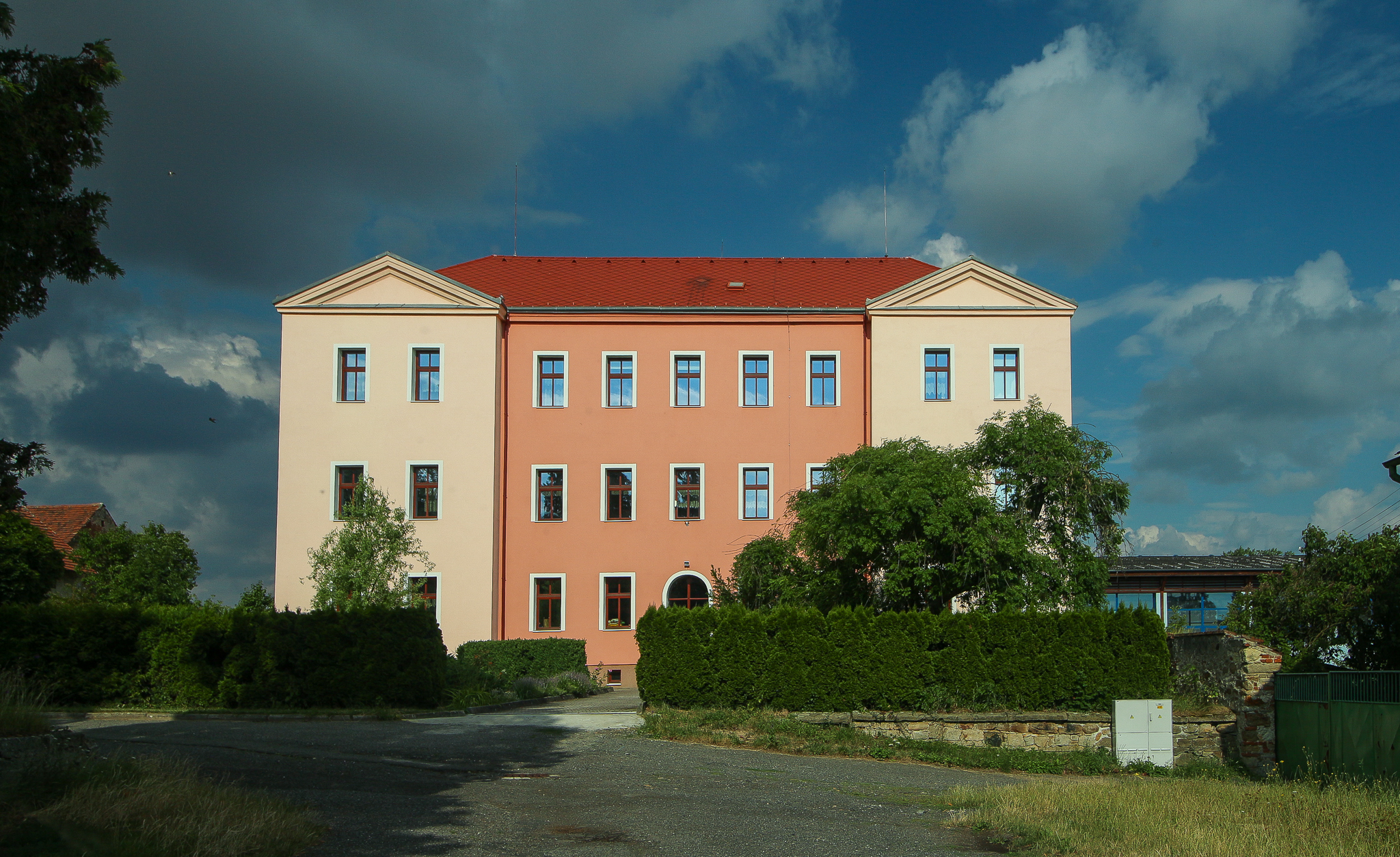
Kolešovická škola

První písemná zmínka o vesnici pochází z roku 1318, kdy zde držel tvrz Vojslav z Kolešovic (woyslay de kollessowicz). Název je, stejně jako u dvou nedalekých vesnic jménem Kolešov, odvozen od osobního jména Koleš, domácké podoby jinak nedoloženého jména Kolimír.

### Územněsprávní začlenění
Dějiny územněsprávního začleňování zahrnují období od roku 1850 do současnosti. V chronologickém přehledu je uvedena územně administrativní příslušnost obce v roce, kdy ke změně došlo:
- 1850 země česká, kraj Cheb, politický okres Žatec, soudní okres Jesenice[5]
- 1855 země česká, kraj Žatec, soudní okres Jesenice
- 1868 země česká, politický okres Podbořany, soudní okres Jesenice
- 1939 Sudetenland, vládní obvod Karlovy Vary, politický okres Podbořany, soudní okres Jesenice[6]
- 1945 země česká, správní okres Podbořany, soudní okres Jesenice[7]
- 1949 Pražský kraj, okres Rakovník[8]
- 1960 Středočeský kraj, okres Rakovník
- 2003 Středočeský kraj, obec s rozšířenou působností Rakovník

### Rok 1932
V městysi Kolešovice (něm. Koleschowitz, přísl. Heřmanov, 1482 obyvatel, poštovní úřad, telegrafní úřad, telefonní úřad, četnická stanice, katol. kostel, Společenstvo potravních, stavebních a oděvních živností) byly v roce 1932 evidovány tyto živnosti a obchody: lékař, zvěrolékař, 3 pekaři, banka Kreditanstalt der Deutschen, sklad piva, bednář, 3 pokrývači, 2 drogerie, elektrárenské družstvo (Elektrizitätsgenossenschft für die Gemeinde Koleschowitz, obchod s velocipedy, 2 řezníci, 3 holiči, galanterie, zahradník, 7 hostinců, porodní asistentka, 8 obchodů se smíšeným zbožím, obchod se sklem a porcelánem, velkostatek Wallis, obchod s dřívím, hotel Praha, instalace, biograf Sokol, skladiště, 14 rolníků, obchod s kůžemi, 3 trhovci, hudební škola, papírnictví, kominík, 2 sedláři, 3 zámečníci, 2 kováři, 3 krejčí, 2 švadleny, obchod se střižním zbožím, Česká záložna, Gewerblich-Bürgerliche Vorschußkasse in Koleschowitz, spořitelní a záložní spolek pro Kolešovice, klempíř, 4 trafiky, čalouník, 3 truhláři, hodinář, obchod s dobytkem, 3 koláři, 2 cihelny, cukrář.

## Obyvatelstvo
Při sčítání lidu v roce 1921 zde žilo 1 266 obyvatel (z toho 604 mužů), z nichž bylo 484 Čechoslováků, 749 Němců, patnáct Židů, jeden příslušník jiné národnosti a sedmnáct cizinců. Většina se hlásila k římskokatolické církvi, ale sedm lidí patřilo k evangelickým církvím, 65 k církvi československé, 63 k církvi izraelské, dva k jiným nezjišťovaným církvím a 126 jich bylo bez vyznání. Podle sčítání lidu z roku 1930 měla vesnice 1 314 obyvatel: 479 Čechoslováků, 821 Němců, sedm Židů a sedm cizinců. Stále převažovala výrazná římskokatolická většina, ale žilo zde také jedenáct evangelíků, 107 členů církve československé, padesát členů církve izraelské, tři se hlásili k nezjišťovaným církvím a 67 lidí bylo bez vyznání.

## Části obce
Obec Kolešovice se skládá ze tří částí na dvou katastrálních územích:
- Kolešovice (i název k. ú.)
- Heřmanov (leží v k. ú. Kolešovice)
- Zderaz (k. ú. Zderaz u Kolešovic)

Z hlediska římskokatolické správy obec spadá do farnosti Petrovice u Rakovníka v pražské arcidiecézi, ale její část Zderaz do farnosti Jesenice, tedy do plzeňské diecéze.

## Pamětihodnosti
- Kostel svatého Petra a Pavla na návsi, barokní jednolodní stavba z let 1706 až 1708, sakistie přistavěna roku 1730
- Morový sloup se sochou Panny Marie s eléfem Ukřižování na podstavci, barokní z r. 1714
- Kaple svatého Jana Nepomuckého z r. 1830, uvnitř barokní kamenná socha sv. Jana Nepomuka
- Socha svatého Floriána
- Socha svatého Václava se znakem rodu Meraviglia-Crivelli na podstavci
- Sloup se sochou svatého Šebestiána na návsi, barokní z roku 1717
- Socha svaté Valburgy za obcí, při silnici na Zderaz, barokní z roku 1739
- Fara

## Doprava
Dopravní síť
- Pozemní komunikace – Do obce vedou silnice III. třídy. Ve vzdálenosti 2,5 km lze dojet na silnici I/6 Praha – Karlovy Vary.
- Železnice – Obec leží na železniční trati 125 Krupá–Kolešovice. Je to jednokolejná regionální trať, doprava na ní byla zahájena roku 1883. Na území obce leží koncová zastávka Kolešovice. Trať je od prosince 2006 bez pravidelné dopravy.

Veřejná doprava 2011
- Autobusová doprava – Mezi Rakovníkem a Kolešovicemi jezdilo v pracovních dnech 9 spojů, o víkendech 2 spoje. Mezi Kolešovicemi a Podbořany jezdily v pracovních dnech 2 spoje.